# Premiul Hugo pentru cea mai bună prezentare dramatică
Premiul Hugo pentru cea mai bună prezentare dramatică  este acordat în fiecare an pentru filme cinematografice, episoade de televiziune sau pentru alte lucrări dramatice științifico-fantastice sau fantastice lansate în anul calendaristic precedent. Inițial, premiul era  acordat atât lucrărilor cinematografice cât și de televiziune, dar din 2003 a fost împărțit în două categorii: "Cea mai bună prezentare dramatică (forma scurtă)" și "Cea mai bună prezentare dramatică (forma lungă)". Premiile sunt oferite în fiecare an de către World Science Fiction Society pentru cele mai bune lucrări de ficțiune sau fantezie și realizări din anul precedent. Premiile sunt numite după Hugo Gernsback, fondatorul primei reviste științifico-fantastice, Amazing Stories.

## Câștigători și nominalizări
În tabelele următoare, anii corespund datei acordării premiului și nu momentului când lucrările au fost publicate pentru prima dată. Înscrierile pe un fundal albastru și cu asterisc (*) lângă numele lucrării reprezintă câștigători premiului; ce este scris pe un fundal alb reprezintă nominalizările de pe lista scurtă. Fundalul gri și cu semnul plus (+) marchează anii în care "nu a fost acordat niciun premiu" câștigător. În cazul prezentărilor din televiziune, premiul este, în general, pentru un anumit episod și nu pentru un program în ansamblu. Cu toate acestea, uneori, ca și în cazul  Zonei Crepusculare (seria originală), a fost oferit pentru munca dintr-un an întreg la un serial, mai degrabă decât pentru un anumit episod.

### 1958–2002
*   Câștigător(i)
  +   Niciun câștigător ales
| An   | Lucrare                                                          | Creator(i) | Distribuitor(i)                                                           | Ref.   |
| ---- | ---------------------------------------------------------------- | --- | ------------------------------------------------------------------------- | ------ |
| 1958 | The Incredible Shrinking Man*                                    | Jack Arnold (regizor), Richard Matheson (scenariu, poveste) | Universal Studios                                                         | [ 1 ]  |
| 1959 | (niciun premiu)+                                                 | |                                                                           | [ 2 ]  |
| 1959 | The 7th Voyage of Sinbad                                         | Nathan Juran (regizor), Ken Kolb (scenariu), Ray Harryhausen (poveste) | Morningside Movies/Columbia Pictures                                      | [ 2 ]  |
| 1959 | Dracula                                                          | Terence Fisher (regizor), Jimmy Sangster (scenariu), Bram Stoker (roman original) | Hammer Film Productions                                                   | [ 2 ]  |
| 1959 | The Fly                                                          | Kurt Neumann (regizor), James Clavell (scenariu), George Langelaan (poveste) | 20th Century Fox                                                          | [ 2 ]  |
| 1960 | The Twilight Zone*                                               | Rod Serling (creator, scenariu) | CBS                                                                       | [ 3 ]  |
| 1960 | Men into Space                                                   | (mai mulți regizori și scenariști) | CBS                                                                       | [ 3 ]  |
| 1960 | Murder and the Android                                           | Alex Segal (regizor), Alfred Bester (poveste originală) | NBC                                                                       | [ 3 ]  |
| 1960 | The Turn of the Screw                                            | John Frankenheimer (regizor), James Costigan (scenariu), Henry James (poveste originală) | NBC                                                                       | [ 3 ]  |
| 1960 | The World, the Flesh and the Devil                               | Ranald MacDougall (regizor, scenariu), Ferdinand Reyher (poveste), M. P. Shiel (roman original) | HarBel/Metro-Goldwyn-Mayer                                                | [ 3 ]  |
| 1961 | The Twilight Zone*                                               | Rod Serling (creator, scenariu) | CBS                                                                       | [ 4 ]  |
| 1961 | The Time Machine                                                 | George Pal (regizor), David Duncan (scenariu), H. G. Wells (roman original) | Galaxy Films/Metro-Goldwyn-Mayer                                          | [ 4 ]  |
| 1961 | Village of the Damned                                            | Wolf Rilla (regizor, scenariu), Stirling Silliphant (scenariu), Ronald Kinnoch (scenariu) | Metro-Goldwyn-Mayer                                                       | [ 4 ]  |
| 1962 | The Twilight Zone*                                               | Rod Serling (creator, scenariu) | CBS                                                                       | [ 5 ]  |
| 1962 | Thriller                                                         | (mai mulți regizori și scenariști) | NBC                                                                       | [ 5 ]  |
| 1962 | The United States Steel Hour: "The Two Worlds of Charlie Gordon" | James Yaffe (scenariu), Daniel Keyes (poveste originală) | CBS                                                                       | [ 5 ]  |
| 1962 | Village of the Damned                                            | Wolf Rilla (regizor, scenariu), Stirling Silliphant (scenariu), Ronald Kinnoch (scenariu) | Metro-Goldwyn-Mayer                                                       | [ 5 ]  |
| 1962 | The Fabulous World of Jules Verne                                | Karel Zeman (regizor, scenariu), František Hrubín (scenariu), Jules Verne (roman original) | Warner Bros.                                                              | [ 5 ]  |
| 1963 | (niciun premiu)+                                                 | |                                                                           | [ 6 ]  |
| 1963 | The Twilight Zone                                                | Rod Serling (creator, scenariu) | CBS                                                                       | [ 6 ]  |
| 1963 | Last Year at Marienbad                                           | Alain Resnais (regizor, scenariu), Alain Robbe-Grillet (scenariu), Adolfo Bioy Casares (roman original) | Argos Films                                                               | [ 6 ]  |
| 1963 | The Day the Earth Caught Fire                                    | Val Guest (regizor, scenariu), Wolf Mankowitz (scenariu) | British Lion Films/Pax                                                    | [ 6 ]  |
| 1963 | Night of the Eagle                                               | Sidney Hayers (regizor), Charles Beaumont (scenariu), Richard Matheson (scenariu), George Baxt (scenariu), Fritz Leiber (roman original) | Anglo-Amalgamated/Independent Artists                                     | [ 6 ]  |
| 1965 | Dr. Strangelove*                                                 | Stanley Kubrick (regizor, scenariu), Terry Southern (scenariu), Peter George (scenariu, roman original) | Hawk Films/Columbia Pictures                                              | [ 7 ]  |
| 1965 | 7 Faces of Dr. Lao                                               | George Pal (regizor), Charles Beaumont (scenariu), Charles G. Finney (roman original) | Metro-Goldwyn-Mayer                                                       | [ 7 ]  |
| 1967 | Star Trek: "The Menagerie"*                                      | Marc Daniels (regizor), Gene Roddenberry (scenariu) | Desilu Productions                                                        | [ 8 ]  |
| 1967 | Star Trek: "The Corbomite Maneuver"                              | Joseph Sargent (regizor), Jerry Sohl (scenariu) | Desilu Productions                                                        | [ 8 ]  |
| 1967 | Star Trek: "The Naked Time"                                      | Marc Daniels (regizor), John D. F. Black (scenariu) | Desilu Productions                                                        | [ 8 ]  |
| 1967 | Fahrenheit 451                                                   | François Truffaut (regizor, scenariu), Jean-Louis Richard (scenariu), Helen G. Scott (scenariu), Ray Bradbury (roman original) | Anglo Enterprises/Vineyard                                                | [ 8 ]  |
| 1967 | Fantastic Voyage                                                 | Richard Fleischer (regizor), Harry Kleiner (scenariu), David Duncan (scenariu), Jerome Bixby (poveste), Otto Klement (poveste) | 20th Century Fox                                                          | [ 8 ]  |
| 1968 | Star Trek: "The City on the Edge of Forever"*                    | Joseph Pevney (regizor), Harlan Ellison (scenariu) | Desilu Productions                                                        | [ 9 ]  |
| 1968 | Star Trek: "Amok Time"                                           | Joseph Pevney (regizor), Theodore Sturgeon (scenariu) | Desilu Productions                                                        | [ 9 ]  |
| 1968 | Star Trek: "Mirror, Mirror"                                      | Marc Daniels (regizor), Jerome Bixby (scenariu) | Desilu Productions                                                        | [ 9 ]  |
| 1968 | Star Trek: "The Doomsday Machine"                                | Marc Daniels (regizor), Norman Spinrad (scenariu) | Desilu Productions                                                        | [ 9 ]  |
| 1968 | Star Trek: "The Trouble With Tribbles"                           | Joseph Pevney (regizor), David Gerrold (scenariu) | Desilu Productions                                                        | [ 9 ]  |
| 1969 | 2001: A Space Odyssey*                                           | Stanley Kubrick (regizor, scenariu), Arthur C. Clarke (scenariu, poveste originală) | Metro-Goldwyn-Mayer                                                       | [ 10 ] |
| 1969 | The Prisoner: "Fall Out"                                         | Patrick McGoohan (regizor, scenariu) | Everyman/ITC Entertainment                                                | [ 10 ] |
| 1969 | Charly                                                           | Ralph Nelson (regizor), Stirling Silliphant (scenariu), Daniel Keyes (poveste originală) | ABC Pictures/Selmer                                                       | [ 10 ] |
| 1969 | Rosemary's Baby                                                  | Roman Polanski (regizor, scenariu), Ira Levin (roman original) | Paramount Pictures                                                        | [ 10 ] |
| 1969 | Yellow Submarine                                                 | George Dunning (regizor), Al Brodax (scenariu), Roger McGough (scenariu), Jack Mendelsohn (scenariu), Lee Minoff (scenariu), Erich Segal (scenariu) | Apple Corps/Hearst/King Features Syndicate                                | [ 10 ] |
| 1970 | Știri despre Apollo 11*                                          | Multiple sources | Multiple publishers, NASA                                                 | [ 11 ] |
| 1970 | The Bed Sitting Room                                             | Richard Lester (regizor), John Antrobus (scenariu), Charles Wood (scenariu), John Antrobus (piesă de teatru originală), Spike Milligan (original play) | Oscar Lewenstein Productions                                              | [ 11 ] |
| 1970 | The Illustrated Man                                              | Jack Smight (regizor), Howard B. Kreitsek (scenariu), Ray Bradbury (poveste originală collection) | SKM                                                                       | [ 11 ] |
| 1970 | The Immortal                                                     | Allen Baron (regizor), Joseph Sargent (regizor), Lou Morheim (scenariu), Robert Specht (scenariu), James Gunn (roman original) | Paramount Pictures                                                        | [ 11 ] |
| 1970 | Marooned                                                         | John Sturges (regizor), Mayo Simon (scenariu), Martin Caidin (roman original) | Columbia Pictures                                                         | [ 11 ] |
| 1971 | (niciun premiu)+                                                 | |                                                                           | [ 12 ] |
| 1971 | Blows Against the Empire                                         | Paul Kantner (versuri, muzica) | RCA Records                                                               | [ 12 ] |
| 1971 | Colossus: The Forbin Project                                     | Joseph Sargent (regizor), James Bridges (scenariu), D. F. Jones (roman original) | Universal Studios                                                         | [ 12 ] |
| 1971 | Don't Crush That Dwarf, Hand Me the Pliers                       | The Firesign Theatre (versuri, muzica) | Columbia Records                                                          | [ 12 ] |
| 1971 | Hauser's Memory                                                  | Boris Sagal (regizor), Adrian Spies (scenariu), Curt Siodmak (roman original) | Universal Studios                                                         | [ 12 ] |
| 1971 | No Blade of Grass                                                | Cornel Wilde (regizor), Sean Forestal (scenariu), Jefferson Pascal (scenariu), John Christopher (roman original) | Theodora/Metro-Goldwyn-Mayer                                              | [ 12 ] |
| 1972 | A Clockwork Orange*                                              | Stanley Kubrick (regizor, scenariu), Anthony Burgess (roman original) | Hawk Films/Polaris/Warner Bros.                                           | [ 13 ] |
| 1972 | The Andromeda Strain                                             | Robert Wise (regizor), Nelson Gidding (scenariu), Michael Crichton (roman original) | Universal Studios                                                         | [ 13 ] |
| 1972 | I Think We're All Bozos on This Bus                              | The Firesign Theatre (versuri, muzica) | Columbia Records                                                          | [ 13 ] |
| 1972 | The Name of the Game: "L.A. 2017"                                | Steven Spielberg (regizor), Philip Wylie (scenariu) | Universal Studios/NBC                                                     | [ 13 ] |
| 1972 | THX 1138                                                         | George Lucas (regizor, scenariu, poveste), Walter Murch (scenariu) | Warner Bros./American Zoetrope                                            | [ 13 ] |
| 1973 | Slaughterhouse-Five*                                             | George Roy Hill (regizor), Stephen Geller (scenariu), Kurt Vonnegut (roman original) | Universal Studios                                                         | [ 14 ] |
| 1973 | Between Time and Timbuktu                                        | Fred Barzyk (regizor), Kurt Vonnegut (scenariu, poveste) | NET Playhouse/Public Broadcasting Service                                 | [ 14 ] |
| 1973 | The People                                                       | John Korty (regizor), James M. Miller (scenariu), Zenna Henderson (original stories) | American Zoetrope/ABC                                                     | [ 14 ] |
| 1973 | Silent Running                                                   | Douglas Trumbull (regizor), Deric Washburn (scenariu), Michael Cimino (scenariu), Steven Bochco (scenariu) | Universal Studios                                                         | [ 14 ] |
| 1974 | Sleeper*                                                         | Woody Allen (regizor, scenariu), Marshall Brickman (scenariu) | Rollins-Joffe/Metro-Goldwyn-Mayer/United Artists                          | [ 15 ] |
| 1974 | Genesis II                                                       | John Llewellyn Moxey (regizor), Gene Roddenberry (scenariu) | Norway/Warner Bros.                                                       | [ 15 ] |
| 1974 | The Six Million Dollar Man                                       | Richard Irving (regizor), Tom Greene (scenariu), Howard Rodman (scenariu), Martin Caidin (roman original) | Universal Studios                                                         | [ 15 ] |
| 1974 | Soylent Green                                                    | Richard Fleischer (regizor), Stanley R. Greenberg (scenariu), Harry Harrison (roman original) | Metro-Goldwyn-Mayer                                                       | [ 15 ] |
| 1974 | Westworld                                                        | Michael Crichton (regizor, scenariu) | Metro-Goldwyn-Mayer                                                       | [ 15 ] |
| 1975 | Young Frankenstein*                                              | Mel Brooks (regizor, scenariu, poveste), Gene Wilder (scenariu, poveste), Mary Shelley (roman original) | 20th Century Fox                                                          | [ 16 ] |
| 1975 | Flesh Gordon                                                     | Michael Benveniste (regizor, scenariu), Howard Ziehm (regizor) | Graffiti Productions                                                      | [ 16 ] |
| 1975 | Phantom of the Paradise                                          | Brian De Palma (regizor, scenariu) | Harbor/20th Century Fox                                                   | [ 16 ] |
| 1975 | The Questor Tapes                                                | Richard A. Colla (regizor), Gene L. Coon (scenariu), Gene Roddenberry (scenariu, poveste) | Universal Studios                                                         | [ 16 ] |
| 1975 | Zardoz                                                           | John Boorman (regizor, scenariu) | 20th Century Fox                                                          | [ 16 ] |
| 1976 | A Boy and His Dog*                                               | Directed by L. Q. Jones (regizor, scenariu), Wayne Cruseturner (scenariu), Harlan Ellison (poveste originală) | LQ/JAF                                                                    | [ 17 ] |
| 1976 | Dark Star                                                        | John Carpenter (regizor, scenariu), Dan O'Bannon (scenariu) | USC                                                                       | [ 17 ] |
| 1976 | Monty Python and the Holy Grail                                  | Terry Gilliam (regizor, scenariu) Terry Jones (regizor, scenariu), Graham Chapman (scenariu), John Cleese (scenariu), Eric Idle (scenariu), Michael Palin (scenariu) | Python (Monty) Pictures                                                   | [ 17 ] |
| 1976 | Rollerball                                                       | Norman Jewison (regizor), William Harrison (scenariu, poveste originală) | Algonquin/United Artists                                                  | [ 17 ] |
| 1976 | The Capture                                                      | Robert Asprin (scenarist), Phil Foglio (artist) | Boojums Press                                                             | [ 17 ] |
| 1977 | (niciun premiu)+                                                 | |                                                                           | [ 19 ] |
| 1977 | Carrie                                                           | Brian De Palma (regizor), Lawrence D. Cohen (scenariu), Stephen King (roman original) | Redbank/United Artists                                                    | [ 19 ] |
| 1977 | Logan's Run                                                      | Michael Anderson (regizor), David Zelag Goodman (scenariu), William F. Nolan (roman original), George Clayton Johnson (roman original) | Metro-Goldwyn-Mayer                                                       | [ 19 ] |
| 1977 | The Man Who Fell to Earth                                        | Nicolas Roeg (regizor), Paul Mayersberg (scenariu), Walter Tevis (roman original) | British Lion Films                                                        | [ 19 ] |
| 1977 | Futureworld                                                      | Richard T. Heffron (regizor), George Schenk (scenariu), Mayo Simon (scenariu) | American International Pictures                                           | [ 19 ] |
| 1978 | Star Wars*                                                       | George Lucas (regizor, scenariu) | Lucasfilm                                                                 | [ 20 ] |
| 1978 | Close Encounters of the Third Kind                               | Steven Spielberg (regizor, scenariu) | Columbia Pictures/EMI Films                                               | [ 20 ] |
| 1978 | Blood!: The Life and Future Times of Jack the Ripper             | Shelley Torgeson (regizor), Robert Bloch (script), Harlan Ellison (script), Roy Torgeson (producător) | Alternate Worlds Recordings                                               | [ 20 ] |
| 1978 | Wizards                                                          | Ralph Bakshi (regizor, scenariu) | 20th Century Fox                                                          | [ 20 ] |
| 1978 | The Hobbit                                                       | Jules Bass (regizor), Arthur Rankin, Jr. (regizor), Romeo Muller (scenariu), J. R. R. Tolkien (roman original) | Rankin/Bass                                                               | [ 20 ] |
| 1979 | Superman*                                                        | Richard Donner (regizor), Mario Puzo (scenariu), David Newman (scenariu), Leslie Newman (scenariu), Robert Benton (scenariu), Mario Puzo (poveste), Jerry Siegel (original character), Joe Shuster (original character)                                                    | Alexander Salkind                                                         | [ 21 ] |
| 1979 | Invasion of the Body Snatchers                                   | Philip Kaufmann (regizor), W. D. Richter (scenariu), Jack Finney (roman original) | Solofilm/United Artists                                                   | [ 21 ] |
| 1979 | The Lord of the Rings                                            | Ralph Bakshi (regizor), Peter S. Beagle (scenariu), Chris Conkling (scenariu), J. R. R. Tolkien (roman originals) | Fantasy Films                                                             | [ 21 ] |
| 1979 | Watership Down                                                   | Martin Rosen (regizor, scenariu), Richard Adams (roman original) | Nepenthe Productions                                                      | [ 21 ] |
| 1979 | The Hitchhiker's Guide to the Galaxy                             | Douglas Adams (script), Geoffrey Perkins (producător) | BBC Radio 4                                                               | [ 21 ] |
| 1980 | Alien*                                                           | Ridley Scott (regizor), Dan O'Bannon (scenariu, poveste), Ronald Shusett (poveste) | 20th Century Fox                                                          | [ 22 ] |
| 1980 | The Black Hole                                                   | Gary Nelson (regizor), Jeb Rosebrook (scenariu, poveste), Gerry Day (scenariu), Bob Barbash (poveste), Richard H. Landau (poveste) | The Walt Disney Company                                                   | [ 22 ] |
| 1980 | The Muppet Movie                                                 | James Frawley (regizor), Jack Burns (scenariu), Jerry Juhl (scenariu) | The Jim Henson Company/ITC Entertainment                                  | [ 22 ] |
| 1980 | Star Trek: The Motion Picture                                    | Robert Wise (regizor), Harold Livingstonn (scenariu), Alan Dean Foster (poveste), Gene Roddenberry (poveste) | Century/Paramount Pictures                                                | [ 22 ] |
| 1980 | Time After Time                                                  | Nicholas Meyer (regizor, scenariu), Karl Alexander (story, roman original), Steve Hayes (poveste) | Warner Bros.                                                              | [ 22 ] |
| 1981 | The Empire Strikes Back*                                         | Irvin Kershner (regizor), Leigh Bracket (scenariu), Lawrence Kasdan (scenariu), George Lucas (poveste) | Lucasfilm                                                                 | [ 23 ] |
| 1981 | Cosmos: A Personal Voyage                                        | Carl Sagan (regizor, scenariu), Ann Druyan (regizor, scenariu) | KCET/Public Broadcasting Service                                          | [ 23 ] |
| 1981 | Flash Gordon                                                     | Mike Hodges (regizor), Lorenzo Semple, Jr. (scenariu), Michael Allin (adaptation), Alex Raymond (original comic strip) | 20th Century Fox/De Laurentiis                                            | [ 23 ] |
| 1981 | The Lathe of Heaven                                              | Fred Barzyk (regizor), David R. Loxton (regizor), Diane English (scenariu), Roger Swaybill (scenariu), Ursula K. Le Guin (roman original) | WNET/Public Broadcasting Service                                          | [ 23 ] |
| 1981 | The Martian Chronicles                                           | Michael Anderson (regizor), Richard Matheson (scenariu), Ray Bradbury (original stories) | BBC/NBC                                                                   | [ 23 ] |
| 1982 | Raiders of the Lost Ark*                                         | Steven Spielberg (regizor), Lawrence Kasdan (scenariu), George Lucas (poveste), Philip Kaufman (poveste) | Lucasfilm                                                                 | [ 24 ] |
| 1982 | Dragonslayer                                                     | Matthew Robbins (regizor, scenariu), Hal Barwood (scenariu) | Paramount Pictures/The Walt Disney Company                                | [ 24 ] |
| 1982 | Excalibur                                                        | John Boorman (regizor, scenariu), Rospo Pallenberg (scenariu, adaptation), Thomas Malory (roman original) | Warner Bros.                                                              | [ 24 ] |
| 1982 | Outland                                                          | Peter Hyams (regizor, scenariu) | Outland/The Ladd Company                                                  | [ 24 ] |
| 1982 | Time Bandits                                                     | Terry Gilliam (regizor, scenariu), Michael Palin (scenariu) | HandMade Films                                                            | [ 24 ] |
| 1983 | Blade Runner*                                                    | Ridley Scott (regizor), Hampton Fancher (scenariu), David Peoples (scenariu), Philip K. Dick (roman original) | Blade Runner Partnership                                                  | [ 25 ] |
| 1983 | The Dark Crystal                                                 | Jim Henson (regizor, poveste), Frank Oz (regizor), Gary Kurtz (regizor), David Odell (scenariu) | The Jim Henson Company/ITC Entertainment/Universal Studios                | [ 25 ] |
| 1983 | E.T. the Extra-Terrestrial                                       | Steven Spielberg (regizor), Melissa Mathison (scenariu) | Amblin Entertainment/Universal Studios                                    | [ 25 ] |
| 1983 | Mad Max 2: The Road Warrior                                      | George Miller (regizor, scenariu), Terry Hayes (scenariu), Brian Hannant (scenariu) | Kennedy Miller/Warner Bros.                                               | [ 25 ] |
| 1983 | Star Trek II: The Wrath of Khan                                  | Nicholas Meyer (regizor, scenariu), Jack B. Sowards (scenariu, poveste), Harve Bennett (poveste), Samuel A. Peeples (poveste) | Paramount Pictures                                                        | [ 25 ] |
| 1984 | Return of the Jedi*                                              | Richard Marquand (regizor), Lawrence Kasdan (scenariu), George Lucas (scenariu, poveste) | Lucasfilm                                                                 | [ 26 ] |
| 1984 | Brainstorm                                                       | Douglas Trumbull (regizor), Philip Frank Messina (scenariu), Robert Stitzel (scenariu), Bruce Joel Rubin (poveste) | Metro-Goldwyn-Mayer                                                       | [ 26 ] |
| 1984 | The Right Stuff                                                  | Philip Kaufmann (regizor, scenariu), Tom Wolfe (roman original) | The Ladd Company                                                          | [ 26 ] |
| 1984 | Something Wicked This Way Comes                                  | Jack Clayton (regizor), Ray Bradbury (scenariu, roman original) | Bryna/The Walt Disney Company                                             | [ 26 ] |
| 1984 | WarGames                                                         | John Badham (regizor), Lawrence Lasker (scenariu), Walter F. Parkes (scenariu) | Metro-Goldwyn-Mayer                                                       | [ 26 ] |
| 1985 | 2010*                                                            | Peter Hyams (regizor, scenariu), Arthur C. Clarke (roman original) | Metro-Goldwyn-Mayer                                                       | [ 27 ] |
| 1985 | Dune                                                             | David Lynch (regizor, scenariu), Frank Herbert (roman original) | De Laurentiis/Universal Studios                                           | [ 27 ] |
| 1985 | Ghostbusters                                                     | Ivan Reitman (regizor), Dan Aykroyd (scenariu), Harold Ramis (scenariu) | Black Rhino/Columbia Pictures                                             | [ 27 ] |
| 1985 | The Last Starfighter                                             | Nick Castle (regizor), Jonathan R. Betuel (scenariu) | Lorimar Productions/Universal Studios                                     | [ 27 ] |
| 1985 | Star Trek III: The Search for Spock                              | Leonard Nimoy (regizor), Harve Bennett (scenariu) | Cinema Group/Paramount Pictures                                           | [ 27 ] |
| 1986 | Back to the Future*                                              | Robert Zemeckis (regizor, scenariu), Bob Gale (scenariu) | Amblin Entertainment/Universal Studios                                    | [ 28 ] |
| 1986 | Brazil                                                           | Terry Gilliam (regizor, scenariu), Charles McKeown (scenariu), Tom Stoppard (scenariu) | Embassy/Universal Studios                                                 | [ 28 ] |
| 1986 | Cocoon                                                           | Ron Howard (regizor), Tom Benedek (scenariu), David Saperstein (roman original) | 20th Century Fox/Zanuck/Brown                                             | [ 28 ] |
| 1986 | Enemy Mine                                                       | Wolfgang Petersen (regizor), Edward Khmara (scenariu), Barry B. Longyear (poveste originală) | 20th Century Fox/King's Road                                              | [ 28 ] |
| 1986 | Ladyhawke                                                        | Richard Donner (regizor), Edward Khmara (scenariu, poveste), Michael Thomas (scenariu), Tom Mankiewicz (scenariu), David Peoples (scenariu) | 20th Century Fox/Warner Bros.                                             | [ 28 ] |
| 1987 | Aliens*                                                          | James Cameron (regizor, scenariu, poveste), David Giler (poveste), Walter Hill (poveste) | 20th Century Fox                                                          | [ 29 ] |
| 1987 | The Fly                                                          | David Cronenberg (regizor, scenariu), Charles Edward Pogue (scenariu), George Langelaan (poveste) | Brooksfilms/20th Century Fox                                              | [ 29 ] |
| 1987 | Labyrinth                                                        | Jim Henson (regizor, poveste), Terry Jones (scenariu), Dennis Lee (poveste) | Delphi/The Jim Henson Company/Lucasfilm/TriStar Pictures                  | [ 29 ] |
| 1987 | Little Shop of Horrors                                           | Frank Oz (regizor), Howard Ashman (scenariu), Charles B. Griffith (poveste originală) | The Geffen Film Company                                                   | [ 29 ] |
| 1987 | Star Trek IV: The Voyage Home                                    | Leonard Nimoy (regizor, poveste), Harve Bennett (scenariu, poveste), Steve Meerson (scenariu), Peter Krikes (scenariu), Nicholas Meyer (scenariu) | Paramount Pictures                                                        | [ 29 ] |
| 1988 | The Princess Bride*                                              | Rob Reiner (regizor), William Goldman (scenariu, roman original) | Act III/20th Century Fox                                                  | [ 30 ] |
| 1988 | Predator                                                         | John McTiernan (regizor), Jim Thomas (scenariu), John Thomas (scenariu) | 20th Century Fox                                                          | [ 30 ] |
| 1988 | RoboCop                                                          | Paul Verhoeven (regizor), Michael Miner (scenariu), Edward Neumeier (scenariu) | Orion Pictures                                                            | [ 30 ] |
| 1988 | Star Trek: The Next Generation: "Encounter at Farpoint"          | Corey Allen (regizor), D. C. Fontana (scenariu), Gene Roddenberry (scenariu) | Paramount Pictures                                                        | [ 30 ] |
| 1988 | The Witches of Eastwick                                          | George Miller (regizor), Michael Cristofer (scenariu), John Updike (roman original) | Guber-Peters/Kennedy Miller/Warner Bros.                                  | [ 30 ] |
| 1989 | Who Framed Roger Rabbit*                                         | Robert Zemeckis (regizor), Jeffrey Price (scenariu), Peter S. Seaman (scenariu), Gary K. Wolf (roman original) | Amblin Entertainment/Touchstone Pictures                                  | [ 31 ] |
| 1989 | Alien Nation                                                     | Graham Baker (regizor), Rockne S. O'Bannon (scenariu) | 20th Century Fox                                                          | [ 31 ] |
| 1989 | Beetlejuice                                                      | Tim Burton (regizor), Michael McDowell (scenariu, poveste), Warren Skaaren (scenariu), Larry Wilson (poveste) | Geffen/Warner Bros.                                                       | [ 31 ] |
| 1989 | Big                                                              | Penny Marshall (regizor), Gary Ross (scenariu), Anne Spielberg (scenariu) | 20th Century Fox                                                          | [ 31 ] |
| 1989 | Willow                                                           | Ron Howard (regizor), Bob Dolman (scenariu), George Lucas (poveste) | Imagine/Lucasfilm/Metro-Goldwyn-Mayer                                     | [ 31 ] |
| 1990 | Indiana Jones and the Last Crusade*                              | Steven Spielberg (regizor), Jeffrey Boam (scenariu), George Lucas (poveste), Menno Meyjes (poveste) | Lucasfilm/Paramount Pictures                                              | [ 32 ] |
| 1990 | The Abyss                                                        | James Cameron (regizor, scenariu) | 20th Century Fox/Lightstorm/Pacific Western                               | [ 32 ] |
| 1990 | The Adventures of Baron Munchausen                               | Terry Gilliam (regizor, scenariu), Charles McKeown (scenariu), Rudolf Erich Raspe (original stories), Gottfried August Bürger (original stories) | Allied Artists International/Columbia Pictures/Laura/Prominent            | [ 32 ] |
| 1990 | Batman                                                           | Tim Burton (regizor), Sam Hamm (scenariu, poveste), Warren Skaaren (scenariu), Bob Kane (personaje originale) | Guber-Peters/PolyGram/Warner Bros.                                        | [ 32 ] |
| 1990 | Field of Dreams                                                  | Phil Alden Robinson (regizor, scenariu), W. P. Kinsella (roman original) | Gordon/Universal Studios                                                  | [ 32 ] |
| 1991 | Edward Scissorhands*                                             | Tim Burton (regizor, poveste), Caroline Thompson (scenariu, poveste) | 20th Century Fox                                                          | [ 33 ] |
| 1991 | Back to the Future Part III                                      | Robert Zemeckis (regizor, poveste), Bob Gale (scenariu, poveste) | Amblin Entertainment/Universal Studios                                    | [ 33 ] |
| 1991 | Ghost                                                            | Jerry Zucker (regizor), Bruce Joel Rubin (scenariu) | Paramount Pictures                                                        | [ 33 ] |
| 1991 | Total Recall                                                     | Paul Verhoeven (regizor), Ronald Shusett (scenariu, poveste), Dan O'Bannon (scenariu, poveste), Gary Goldman (scenariu), Jon Povill (poveste), Philip K. Dick (poveste originală)                                                                                          | Carolco Pictures/TriStar Pictures                                         | [ 33 ] |
| 1991 | The Witches                                                      | Nicolas Roeg (regizor), Allan Scott (scenariu), Roald Dahl (roman original) | The Jim Henson Company/Lorimar Productions                                | [ 33 ] |
| 1992 | Terminator 2: Judgment Day*                                      | James Cameron (regizor, scenariu), William Wisher, Jr. (scenariu) | Carolco Pictures/Lightstorm/Pacific Western                               | [ 34 ] |
| 1992 | The Addams Family                                                | Barry Sonnenfeld (regizor), Caroline Thompson (scenariu), Larry Wilson (scenariu), Charles Addams (personaje originale) | Orion Pictures/Paramount Pictures                                         | [ 34 ] |
| 1992 | Beauty and the Beast                                             | Gary Trousdale (regizor), Kirk Wise (regizor), Linda Woolverton (scenariu) | Silver Screen Partners/The Walt Disney Company                            | [ 34 ] |
| 1992 | The Rocketeer                                                    | Joe Johnston (regizor), Danny Bilson (scenariu, poveste), Paul De Meo (scenariu, poveste), William Dear (poveste), Dave Stevens (original comic book | Gordon/Silver Screen Partners/Touchstone Pictures/The Walt Disney Company | [ 34 ] |
| 1992 | Star Trek VI: The Undiscovered Country                           | Nicholas Meyer (regizor, scenariu), Denny Martin Flinn (scenariu), Leonard Nimoy (poveste), Lawrence Konner (poveste), Mark Rosenthal (poveste) | Paramount Pictures                                                        | [ 34 ] |
| 1993 | Star Trek: The Next Generation: "The Inner Light"*               | Peter Lauritson (regizor), Peter Allan Fields (scenariu), Morgan Gendel (scenariu, poveste) | Paramount Pictures                                                        | [ 35 ] |
| 1993 | Aladdin                                                          | Ron Clements (regizor, scenariu), John Musker (regizor, scenariu), Ted Elliott (scenariu), Terry Rossio (scenariu) | The Walt Disney Company                                                   | [ 35 ] |
| 1993 | Alien 3                                                          | David Fincher (regizor), David Giler (scenariu), Walter Hill (scenariu), Larry Ferguson (scenariu), Vincent Ward (poveste) | 20th Century Fox/Brandywine                                               | [ 35 ] |
| 1993 | Batman Returns                                                   | Tim Burton (regizor), Daniel Waters (scenariu, poveste), Sam Hamm (poveste), Bob Kane (personaje originale) | PolyGram/Warner Bros.                                                     | [ 35 ] |
| 1993 | Bram Stoker's Dracula                                            | Francis Ford Coppola (regizor), James V. Hart (scenariu), Bram Stoker (roman original) | American Zoetrope/Columbia Pictures                                       | [ 35 ] |
| 1994 | Jurassic Park*                                                   | Steven Spielberg (regizor), David Koepp (scenariu), Michael Crichton (scenariu, roman original) | Universal Studios/Amblin Entertainment                                    | [ 36 ] |
| 1994 | Addams Family Values                                             | Barry Sonnenfeld (regizor), Paul Rudnick (scenariu), Charles Addams (personaje originale) | Orion Pictures/Paramount Pictures                                         | [ 36 ] |
| 1994 | Babylon 5: "The Gathering"                                       | Richard Compton (regizor), J. Michael Straczynski (scenariu) | Babylonian Productions                                                    | [ 36 ] |
| 1994 | Groundhog Day                                                    | Harold Ramis (regizor, scenariu), Danny Rubin (scenariu, poveste) | Columbia Pictures                                                         | [ 36 ] |
| 1994 | The Nightmare Before Christmas                                   | Henry Selick (regizor), Caroline Thompson (scenariu), Michael McDowell (adaptation), Tim Burton (poveste) | Skellington Productions/Touchstone Pictures                               | [ 36 ] |
| 1995 | Star Trek: The Next Generation: "All Good Things..."*            | Winrich Kolbe (regizor), Ronald D. Moore (scenariu), Brannon Braga (scenariu) | Paramount Pictures                                                        | [ 37 ] |
| 1995 | Interview with the Vampire                                       | Neil Jordan (regizor), Anne Rice (scenariu, roman original) | The Geffen Film Company                                                   | [ 37 ] |
| 1995 | The Mask                                                         | Chuck Russell (regizor), Mike Werb (scenariu), Michael Fallon (poveste), Mark Verheiden (poveste) | Dark Horse Entertainment/New Line Cinema                                  | [ 37 ] |
| 1995 | Stargate                                                         | Roland Emmerich (regizor, scenariu), Dean Devlin (scenariu) | Carolco Pictures/Centropolis                                              | [ 37 ] |
| 1995 | Star Trek Generations                                            | David Carson (regizor), Ronald D. Moore (scenariu, poveste), Brannon Braga (scenariu, poveste), Rick Berman (poveste) | Paramount Pictures                                                        | [ 37 ] |
| 1996 | Babylon 5: "The Coming of Shadows"*                              | Janet Greek (regizor), J. Michael Straczynski (scenariu) | Babylonian Productions                                                    | [ 38 ] |
| 1996 | Apollo 13                                                        | Ron Howard (regizor), William Broyles, Jr. (scenariu), Al Reinert (scenariu), Jim Lovell (roman original), Jeffrey Kluger (roman original) | Imagine Entertainment/Universal Studios                                   | [ 38 ] |
| 1996 | Star Trek: Deep Space Nine: "The Visitor"                        | David Livingston (regizor), Michael Taylor (scenariu) | Paramount Pictures                                                        | [ 38 ] |
| 1996 | Toy Story                                                        | John Lasseter (regizor, poveste), Joss Whedon (scenariu), Joel Cohen (scenariu), Alec Sokolow (scenariu), Andrew Stanton (scenariu, poveste), Pete Docter (poveste), Joe Ranft (poveste)                                                                                   | The Walt Disney Company/Pixar                                             | [ 38 ] |
| 1996 | 12 Monkeys                                                       | Terry Gilliam (regizor), David Peoples (scenariu), Janet Peoples (scenariu), Chris Marker (original film) | Atlas/Universal Studios                                                   | [ 38 ] |
| 1997 | Babylon 5: "Severed Dreams"*                                     | David J. Eagle (regizor), J. Michael Straczynski (scenariu) | Babylonian Productions                                                    | [ 39 ] |
| 1997 | Independence Day                                                 | Roland Emmerich (regizor, scenariu), Dean Devlin (scenariu) | 20th Century Fox/Centropolis                                              | [ 39 ] |
| 1997 | Mars Attacks!                                                    | Tim Burton (regizor), Jonathan Gems (scenariu, poveste), Len Brown (original trading card game), Woody Gelman (original trading card game), Wally Wood (original trading card game), Bob Powell (original trading card game), Norman Saunders (original trading card game) | Warner Bros.                                                              | [ 39 ] |
| 1997 | Star Trek: First Contact                                         | Jonathan Frakes (regizor), Ronald D. Moore (scenariu, poveste), Brannon Braga (scenariu, poveste), Rick Berman (poveste) | Paramount Pictures                                                        | [ 39 ] |
| 1997 | Star Trek: Deep Space Nine: "Trials and Tribble-ations"          | Jonathan West (regizor), Ronald D. Moore (scenariu), René Echevarria (scenariu), Ira Steven Behr (poveste), Hans Beimler (poveste), Robert Hewitt Wolfe (poveste) | Paramount Pictures                                                        | [ 39 ] |
| 1998 | Contact*                                                         | Robert Zemeckis (regizor), James V. Hart (scenariu), Michael Goldenberg (scenariu), Carl Sagan (story, roman original), Ann Druyan (poveste) | SouthSide Amusement/Warner Bros.                                          | [ 40 ] |
| 1998 | The Fifth Element                                                | Luc Besson (regizor, scenariu, poveste), Robert Mark Kamen (scenariu) | Gaumont Film Company/Columbia Pictures                                    | [ 40 ] |
| 1998 | Gattaca                                                          | Andrew Niccol (regizor, scenariu) | Columbia Pictures/Jersey                                                  | [ 40 ] |
| 1998 | Men in Black                                                     | Barry Sonnenfeld (regizor), Ed Solomon (scenariu, poveste), Lowell Cunningham (original comic) | Amblin Entertainment/Columbia Pictures/McDonald/Parkes                    | [ 40 ] |
| 1998 | Starship Troopers                                                | Paul Verhoeven (regizor), Edward Neumeier (scenariu), Robert A. Heinlein (roman original) | Touchstone Pictures/TriStar Pictures                                      | [ 40 ] |
| 1999 | The Truman Show*                                                 | Peter Weir (regizor), Andrew Niccol (scenariu) | Paramount Pictures                                                        | [ 41 ] |
| 1999 | Babylon 5: "Sleeping in Light"                                   | J. Michael Straczynski (regizor, scenariu) | Babylonian Productions                                                    | [ 41 ] |
| 1999 | Dark City                                                        | Alex Proyas (regizor, scenariu, poveste), Lem Dobbs (scenariu), David S. Goyer (scenariu) | New Line Cinema                                                           | [ 41 ] |
| 1999 | Pleasantville                                                    | Gary Ross (regizor, scenariu) | New Line Cinema                                                           | [ 41 ] |
| 1999 | Star Trek: Insurrection                                          | Jonathan Frakes (regizor), Michael Piller (scenariu, poveste), Rick Berman (poveste) | Paramount Pictures                                                        | [ 41 ] |
| 2000 | Galaxy Quest*                                                    | Dean Parisot (regizor), David Howard (scenariu, poveste), Robert Gordon (scenariu) | DreamWorks                                                                | [ 42 ] |
| 2000 | Being John Malkovich                                             | Spike Jonze (regizor), Charlie Kaufman (scenariu) | Gramercy Pictures/Propaganda Films/Single Cell                            | [ 42 ] |
| 2000 | The Iron Giant                                                   | Brad Bird (regizor, poveste), Tim McCanlies (scenariu), Ted Hughes (roman original) | Warner Bros.                                                              | [ 42 ] |
| 2000 | The Matrix                                                       | Lilly Wachowski (regizor, scenariu), Lana Wachowski (regizor, scenariu) | Silver Pictures                                                           | [ 42 ] |
| 2000 | The Sixth Sense                                                  | M. Night Shyamalan (regizor, scenariu) | Hollywood Pictures/Spyglass Entertainment/Kennedy/Marshall                | [ 42 ] |
| 2001 | Crouching Tiger, Hidden Dragon*                                  | Ang Lee (regizor), Wang Hui-Ling (scenariu), James Schamus (scenariu), Tsai Kuo Jung (scenariu), Wang Dulu (roman original) | China Film Group Corporation                                              | [ 43 ] |
| 2001 | Chicken Run                                                      | Peter Lord (regizor, poveste), Nick Park (regizor, poveste), Kary Kirkpatrick (scenariu), Randy Cartwright (poveste) | Aardman Animations/Allied Artists International/DreamWorks                | [ 43 ] |
| 2001 | Frank Herbert's Dune                                             | John Harrison (regizor, scenariu), Frank Herbert (roman original) | New Amsterdam                                                             | [ 43 ] |
| 2001 | Frequency                                                        | Gregory Hoblit (regizor), Toby Emmerich (scenariu) | New Line Cinema                                                           | [ 43 ] |
| 2001 | X-Men                                                            | Bryan Singer (regizor, poveste), David Hayter (scenariu), Tom DeSanto (poveste) | 20th Century Fox/Marvel Studios                                           | [ 43 ] |
| 2002 | The Lord of the Rings: The Fellowship of the Ring*               | Peter Jackson (regizor, scenariu), Fran Walsh (scenariu), Philippa Boyens (scenariu), J. R. R. Tolkien (roman original) | New Line Cinema/The Saul Zaentz Company/WingNut Films                     | [ 44 ] |
| 2002 | Harry Potter and the Sorcerer's Stone                            | Chris Columbus (regizor), Steve Kloves (scenariu) | 1492 Pictures/Heyday Films/Warner Bros.                                   | [ 44 ] |
| 2002 | Monsters, Inc.                                                   | Pete Docter (regizor, poveste), David Silverman (regizor), Lee Unkrich (regizor), Dan Gerson (scenariu), Andrew Stanton (scenariu), Jill Culton (poveste), Ralph Eggleston (poveste) Jeff Pidgeon (poveste)                                                                | Pixar/The Walt Disney Company                                             | [ 44 ] |
| 2002 | Buffy the Vampire Slayer: "Once More, with Feeling"              | Joss Whedon (regizor, scenariu) | Fox Television Studios/Mutant Enemy Productions                           | [ 44 ] |
| 2002 | Shrek                                                            | Andrew Adamson (regizor), Vicky Jenson (regizor), Ted Elliott (scenariu), Terry Rossio (scenariu), Joe Stillman (scenariu), Roger S. H. Schulman (scenariu), Edmund Fong (poveste), Ken Harsha (poveste)                                                                   | DreamWorks/Pacific Data Images                                            | [ 44 ] |

### 2003–prezent
Începând cu premiile Hugo din 2003, premiul pentru cea mai bună prezentare dramatică a fost împărțit în două categorii: cea mai bună prezentare dramatică (forma lungă) și cea mai bună prezentare dramatică (forma scurtă). Premiul pentru forma lungă este acordat pentru "o producție dramatică din orice mediu, inclusiv film, televiziune, radio, teatru live, jocuri pe calculator sau muzică, care să respecte regulile oficiale ale premiilor Hugo și care să dureze 90 de minute sau mai mult (fără reclame).   Premiul pentru forma scrută este acordat pentru "o producție dramatică din orice mediu, inclusiv film, televiziune, radio, teatru live, jocuri pe calculator sau muzică, care să respecte regulile oficiale ale premiilor Hugo și care să dureze mai puțin de 90 de minute (fără reclame). O lucrare individuală, cum ar fi o emisiune de televiziune, poate fi nominalizată pentru un sezon în categoria "formă lungă" sau pentru episoade individuale în "formă scurtă", dar nu pentru ambele categorii în același an. Din 2017, un singur serial poate fi nominalizat maxim de două pe an în categoria "formă scurtă".

#### Forma lungă
| An   | Lucrare                                                        | Creator(i) | Distribuitor(i) | Ref.   |
| ---- | -------------------------------------------------------------- | --- | --- | ------ |
| 2003 | The Lord of the Rings: The Two Towers*                         | Peter Jackson (regizor, scenariu), Fran Walsh (scenariu), Philippa Boyens (scenariu), Stephen Sinclair (scenariu), J. R. R. Tolkien (roman original) | New Line Cinema | [ 47 ] |
| 2003 | Harry Potter and the Chamber of Secrets                        | Chris Columbus (regizor), Steve Kloves (scenariu), J. K. Rowling (roman original) | Warner Bros. | [ 47 ] |
| 2003 | Minority Report                                                | Steven Spielberg (regizor), Scott Frank (scenariu), Jon Cohen (scenariu), Philip K. Dick (poveste originală) | 20th Century Fox/DreamWorks | [ 47 ] |
| 2003 | Spider-Man                                                     | Sam Raimi (regizor), David Koepp (scenariu), Steve Ditko (original character), Stan Lee (original character) | Columbia Pictures | [ 47 ] |
| 2003 | Spirited Away                                                  | Hayao Miyazaki (regizor, scenariu), Cindy Davis Hewitt (scenariu), Donald H. Hewitt (scenariu) | Studio Ghibli/The Walt Disney Company                                                                                                   | [ 47 ] |
| 2004 | The Lord of the Rings: The Return of the King*                 | Peter Jackson (regizor, scenariu), Fran Walsh (scenariu), Philippa Boyens (scenariu), J. R. R. Tolkien (roman original) | New Line Cinema | [ 48 ] |
| 2004 | 28 Days Later                                                  | Danny Boyle (regizor), Alex Garland (scenariu) | DNA Films/Fox Searchlight Pictures | [ 48 ] |
| 2004 | Finding Nemo                                                   | Andrew Stanton (regizor, scenariu, poveste), Lee Unkrich (regizor), Bob Peterson (scenariu), David Reynolds (scenariu) | Pixar/The Walt Disney Company | [ 48 ] |
| 2004 | Pirates of the Caribbean: The Curse of the Black Pearl         | Gore Verbinski (regizor), scenariu by Ted Elliott (scenariu, poveste), Terry Rossio (scenariu, poveste), Stuart Beattie (poveste), Jay Wolpert (poveste) | The Walt Disney Company | [ 48 ] |
| 2004 | X2: X-Men United                                               | Bryan Singer (regizor, poveste), Michael Dougherty (scenariu), Dan Harris (scenariu), David Hayter (scenariu, poveste), Zak Penn (poveste) | 20th Century Fox/Marvel Studios | [ 48 ] |
| 2005 | The Incredibles*                                               | Brad Bird (regizor, scenariu) | Pixar/The Walt Disney Company | [ 49 ] |
| 2005 | Eternal Sunshine of the Spotless Mind                          | Michel Gondry (regizor, poveste), Charlie Kaufman (scenariu, poveste), Pierre Bismuth (poveste) | Focus Features | [ 49 ] |
| 2005 | Harry Potter and the Prisoner of Azkaban                       | Alfonso Cuarón (regizor), Steve Kloves (scenariu), J. K. Rowling (roman original) | Warner Bros. | [ 49 ] |
| 2005 | Sky Captain and the World of Tomorrow                          | Kerry Conran (regizor, scenariu) | Paramount Pictures | [ 49 ] |
| 2005 | Spider-Man 2                                                   | Sam Raimi (regizor), Alvin Sargent (scenariu), Alfred Gough (poveste), Miles Millar (poveste), Michael Chabon (poveste), Steve Ditko (original character), Stan Lee (original character)                                                                    | Sony Pictures Entertainment/Columbia Pictures                                                                                           | [ 49 ] |
| 2006 | Serenity*                                                      | Joss Whedon (regizor, scenariu) | Universal Studios/Mutant Enemy Productions                                                                                              | [ 50 ] |
| 2006 | Batman Begins                                                  | Christopher Nolan (regizor, scenariu), David S. Goyer (scenariu, poveste), Bob Kane (original character) | Warner Bros. | [ 50 ] |
| 2006 | The Chronicles of Narnia: The Lion, the Witch and the Wardrobe | Andrew Adamson (regizor, scenariu), Ann Peacock (scenariu), Christopher Markus (scenariu), Stephen McFeely (scenariu), C. S. Lewis (roman original) | The Walt Disney Company/Walden Media | [ 50 ] |
| 2006 | Harry Potter and the Goblet of Fire                            | Mike Newell (regizor), Steve Kloves (scenariu), J. K. Rowling (roman original) | Warner Bros. | [ 50 ] |
| 2006 | Wallace & Gromit: The Curse of the Were-Rabbit                 | Nick Park (regizor, scenariu), Steve Box (regizor, scenariu), Bob Baker (scenariu), Mark Burton (scenariu) | DreamWorks Animation/Aardman Animations                                                                                                 | [ 50 ] |
| 2007 | Pan's Labyrinth*                                               | Guillermo del Toro (regizor, scenariu) | Picturehouse | [ 51 ] |
| 2007 | Children of Men                                                | Alfonso Cuarón (regizor, scenariu), Timothy J. Sexton (scenariu), David Arata (scenariu), Mark Fergus (scenariu), Hawk Ostby (scenariu), P. D. James (roman original)                                                                                       | Universal Studios | [ 51 ] |
| 2007 | The Prestige                                                   | Christopher Nolan (regizor, scenariu), Jonathan Nolan (scenariu), Christopher Priest (roman original) | Touchstone Pictures | [ 51 ] |
| 2007 | A Scanner Darkly                                               | Richard Linklater (regizor, scenariu), Philip K. Dick (roman original) | Warner Independent Pictures | [ 51 ] |
| 2007 | V for Vendetta                                                 | James McTeigue (regizor), Lana Wachowski (scenariu), Lilly Wachowski (scenariu), David Lloyd (original graphic novel) | Warner Bros. | [ 51 ] |
| 2008 | Stardust*                                                      | Matthew Vaughn (regizor, scenariu), Jane Goldman (scenariu), Neil Gaiman (roman original) | Paramount Pictures | [ 52 ] |
| 2008 | Enchanted                                                      | Kevin Lima (regizor), Bill Kelly (scenariu) | The Walt Disney Company | [ 52 ] |
| 2008 | The Golden Compass                                             | Chris Weitz (regizor, scenariu), Philip Pullman (roman original) | | [ 52 ] |
| 2008 | Heroes (Season One)                                            | Tim Kring (creator), mai mulți regizori și scenariști | NBC Universal Television Group/Tailwind Productions                                                                                     | [ 52 ] |
| 2008 | Harry Potter and the Order of the Phoenix                      | David Yates (regizor), Michael Goldenberg (scenariu), J. K. Rowling (roman original) | Warner Bros. | [ 52 ] |
| 2009 | WALL-E*                                                        | Andrew Stanton (regizor, scenariu, poveste), Jim Reardon (scenariu), Pete Docter (poveste) | Pixar/The Walt Disney Company | [ 53 ] |
| 2009 | The Dark Knight                                                | Christopher Nolan (regizor, scenariu, poveste), Jonathan Nolan (scenariu), David S. Goyer (poveste), Bob Kane (original character) | Warner Bros. | [ 53 ] |
| 2009 | Hellboy II: The Golden Army                                    | Guillermo del Toro (regizor, scenariu, poveste), Mike Mignola (story, original comic) | Dark Horse Entertainment/Universal Studios                                                                                              | [ 53 ] |
| 2009 | Iron Man                                                       | Jon Favreau (regizor), Mark Fergus (scenariu), Hawk Ostby (scenariu), Art Marcum (scenariu), Matt Holloway (scenariu), Stan Lee (personaje originale), Don Heck (personaje originale), Larry Lieber (personaje originale), Jack Kirby (personaje originale) | Paramount Pictures/Marvel Studios | [ 53 ] |
| 2009 | METAtropolis                                                   | John Scalzi (editor, poveste), Elizabeth Bear (poveste), Jay Lake (poveste), Tobias S. Buckell (poveste), Karl Schroeder (poveste) | Audible.com | [ 53 ] |
| 2010 | Moon*                                                          | Duncan Jones (regizor, poveste), Nathan Parker (scenariu) | Liberty Films | [ 54 ] |
| 2010 | Avatar                                                         | James Cameron (regizor, scenariu) | 20th Century Fox | [ 54 ] |
| 2010 | District 9                                                     | Neill Blomkamp (regizor, scenariu), Terri Tatchell (scenariu) | TriStar Pictures | [ 54 ] |
| 2010 | Star Trek                                                      | J. J. Abrams (regizor), Roberto Orci (scenariu), Alex Kurtzman (scenariu) | Paramount Pictures | [ 54 ] |
| 2010 | Up                                                             | Bob Peterson (regizor, scenariu, poveste), Pete Docter (regizor, scenariu, poveste), Tom McCarthy (poveste) | Pixar/The Walt Disney Company | [ 54 ] |
| 2011 | Inception*                                                     | Christopher Nolan (regizor, scenariu, poveste) | Warner Bros. | [ 55 ] |
| 2011 | Harry Potter and the Deathly Hallows – Part 1                  | David Yates (regizor), Steve Kloves (scenariu) | Warner Bros. | [ 55 ] |
| 2011 | How to Train Your Dragon                                       | Dean DeBlois (regizor, scenariu), Chris Sanders (regizor, scenariu), William Davies (scenariu) | DreamWorks Animation | [ 55 ] |
| 2011 | Scott Pilgrim vs. the World                                    | Edgar Wright (regizor, scenariu), Michael Bacall (scenariu) | Universal Studios | [ 55 ] |
| 2011 | Toy Story 3                                                    | Lee Unkrich (regizor, poveste), Michael Arndt (scenariu), John Lasseter (poveste), Andrew Stanton (poveste) | Pixar/Walt Disney Pictures | [ 55 ] |
| 2012 | Game of Thrones (Season One)*                                  | David Benioff (creator) D. B. Weiss (creator), mai mulți regizori și scenariști | HBO | [ 56 ] |
| 2012 | Captain America: The First Avenger                             | Joe Johnston (regizor), Christopher Markus (scenariu), Stephen McFeely (scenariu) | Paramount Pictures/Marvel Studios | [ 56 ] |
| 2012 | Harry Potter and the Deathly Hallows – Part 2                  | David Yates (regizor), Steve Kloves (scenariu) | Warner Bros. | [ 56 ] |
| 2012 | Hugo                                                           | Martin Scorsese (regizor), John Logan (scenariu) | Paramount Pictures | [ 56 ] |
| 2012 | Source Code                                                    | Duncan Jones (regizor), Ben Ripley (scenariu) | Summit Entertainment | [ 56 ] |
| 2013 | The Avengers*                                                  | Joss Whedon (regizor, scenariu) | Paramount Pictures/Marvel Studios | [ 57 ] |
| 2013 | The Cabin in the Woods                                         | Drew Goddard (regizor, scenariu), Joss Whedon (scenariu) | Mutant Enemy Productions/Lions Gate Entertainment                                                                                       | [ 57 ] |
| 2013 | The Hobbit: An Unexpected Journey                              | Peter Jackson (regizor, scenariu), Fran Walsh, Philippa Boyens, and Guillermo del Toro (scenariu) | WingNut Films/New Line Cinema/Metro-Goldwyn-Mayer/Warner Bros.                                                                          | [ 57 ] |
| 2013 | The Hunger Games                                               | Gary Ross (regizor, scenariu), Suzanne Collins (roman original, scenariu) | Lions Gate Entertainment/Color Force | [ 57 ] |
| 2013 | Looper                                                         | Rian Johnson (regizor, scenariu) | FilmDistrict/EndGame Entertainment | [ 57 ] |
| 2014 | Gravity*                                                       | Alfonso Cuarón (regizor, scenariu), Jonás Cuarón (scenariu) | Esperanto Filmoj/Heyday Films/Warner Bros.                                                                                              | [ 58 ] |
| 2014 | Frozen                                                         | Chris Buck (regizor), Jennifer Lee (regizor, scenariu) | Walt Disney Studios Motion Pictures | [ 58 ] |
| 2014 | The Hunger Games: Catching Fire                                | Francis Lawrence (regizor), Simon Beaufoy (scenariu), Michael Arndt (scenariu), Suzanne Collins (roman original) | Lions Gate Entertainment/Color Force | [ 58 ] |
| 2014 | Iron Man 3                                                     | Shane Black (regizor, scenariu), Drew Pearce (scenariu) | Marvel Studios/DMG Entertainment/Paramount Pictures                                                                                     | [ 58 ] |
| 2014 | Pacific Rim                                                    | Guillermo del Toro (regizor, scenariu), Travis Beacham (scenariu) | Legendary Pictures/Warner Bros./Disney Double Dare You                                                                                  | [ 58 ] |
| 2015 | Guardians of the Galaxy*                                       | James Gunn (regizor, scenariu), Nicole Perlman (scenariu) | Marvel Studios/Moving Picture Company                                                                                                   | [ 59 ] |
| 2015 | Captain America: The Winter Soldier                            | Anthony Russo (regizor), Joe Russo (regizor), scenariu by Christopher Markus (scenariu), Stephen McFeely (scenariu), Ed Brubaker (poveste originală) | Marvel Studios/Perception/Sony Pictures Imageworks                                                                                      | [ 59 ] |
| 2015 | Edge of Tomorrow                                               | Doug Liman (regizor), Christopher McQuarrie (scenariu), Jez Butterworth (scenariu), and John-Henry Butterworth (scenariu) | Village Roadshow/RatPac-Dune Entertainment/3 Arts Entertainment/Viz Productions                                                         | [ 59 ] |
| 2015 | Interstellar                                                   | Christopher Nolan (regizor, scenariu), Jonathan Nolan (scenariu) | Paramount Pictures/Warner Bros. Pictures/Legendary Pictures/Lynda Obst Productions/Syncopy                                              | [ 59 ] |
| 2015 | The Lego Movie                                                 | Phil Lord (regizor, scenariu, poveste), Christopher Miller (regizor, scenariu, poveste), Dan Hageman (poveste), Kevin Hageman (poveste) | Warner Bros. Pictures/Village Roadshow/RatPac-Dune Entertainment/LEGO System A/S/Vertigo Entertainment/Lin Pictures                     | [ 59 ] |
| 2016 | The Martian*                                                   | Ridley Scott (regizor), Drew Goddard (scenariu), Andy Weir (roman original) | Scott Free Productions/Kinberg Genre/TSG Entertainment/20th Century Fox                                                                 | [ 60 ] |
| 2016 | Avengers: Age of Ultron                                        | Joss Whedon (regizor, scenariu) | Marvel Studios/Walt Disney Studios Motion Pictures                                                                                      | [ 60 ] |
| 2016 | Ex Machina                                                     | Alex Garland (regizor, scenariu) | Film4/DNA Films/Universal Pictures | [ 60 ] |
| 2016 | Mad Max: Fury Road                                             | George Miller (regizor, scenariu), Brendan McCarthy (scenariu), Nico Lathouris (scenariu) | Village Roadshow Pictures/Kennedy Miller Mitchell/RatPac-Dune Entertainment/Warner Bros. Pictures                                       | [ 60 ] |
| 2016 | Star Wars: The Force Awakens                                   | J. J. Abrams (regizor, scenariu), Lawrence Kasdan (scenariu), Michael Arndt (scenariu) | Lucasfilm Ltd./Bad Robot Productions/Walt Disney Studios Motion Pictures                                                                | [ 60 ] |
| 2017 | Arrival*                                                       | Denis Villeneuve (regizor), Eric Heisserer (scenariu), Ted Chiang (poveste originală) | 21 Laps Entertainment/FilmNation Entertainment/Lava Bear Films                                                                          | [ 61 ] |
| 2017 | Deadpool                                                       | Tim Miller (regizor), Rhett Reese (scenariu), Paul Wernick (scenariu) | Twentieth Century Fox Film Corporation/Marvel Entertainment/Kinberg Genre/The Donners' Company/TSG Entertainment                        | [ 61 ] |
| 2017 | Ghostbusters                                                   | Paul Feig (regizor, scenariu), Katie Dippold (scenariu) | Columbia Pictures/LStar Capital/Village Roadshow Pictures/Pascal Pictures/Feigco Entertainment/Ghostcorps/The Montecito Picture Company | [ 61 ] |
| 2017 | Hidden Figures                                                 | Theodore Melfi (regizor, scenariu), Allison Schroeder (scenariu) | Fox 2000 Pictures/Chernin Entertainment/Levantine Films/TSG Entertainment                                                               | [ 61 ] |
| 2017 | Rogue One                                                      | Gareth Edwards (regizor), Chris Weitz (scenariu), Tony Gilroy (scenariu) | Lucasfilm/Allison Shearmur Productions/Black Hangar Studios/Stereo D/Walt Disney Pictures                                               | [ 61 ] |
| 2017 | Stranger Things (Season One)                                   | The Duffer Brothers (creators) | 21 Laps Entertainment/Monkey Massacre                                                                                                   | [ 61 ] |
| 2018 | Wonder Woman*                                                  | Patty Jenkins (regizor), Allan Heinberg (scenarist, poveste), Zack Snyder (poveste), Jason Fuchs (poveste) | DC Films/Warner Brothers | [ 62 ] |
| 2018 | Blade Runner 2049                                              | Denis Villeneuve (regizor), Hampton Fancher (scenariu), Michael Green (scenariu) | Alcon Entertainment/Bud Yorkin Productions/Torridon Films/Columbia Pictures                                                             | [ 62 ] |
| 2018 | Get Out                                                        | Jordan Peele (regizor, scenarist) | Blumhouse Productions/Monkeypaw Productions/QC Entertainment                                                                            | [ 62 ] |
| 2018 | The Shape of Water                                             | Guillermo del Toro (regizor, scenarist), Vanessa Taylor (scenarist) | TSG Entertainment/Disney Double Dare You/Fox Searchlight Pictures                                                                       | [ 62 ] |
| 2018 | Star Wars: The Last Jedi                                       | Rian Johnson (regizor, scenarist) | Lucasfilm | [ 62 ] |
| 2018 | Thor: Ragnarok                                                 | Taika Waititi (regizor), Eric Pearson (scenarist), Craig Kyle (scenarist), Christopher Yost (scenarist) | Marvel Studios | [ 62 ] |

#### Forma scurtă
| An   | Lucrare                                                            | Creator(i) | Distribuitor(i)                                                                   | Ref.   |
| ---- | ------------------------------------------------------------------ | --- | --------------------------------------------------------------------------------- | ------ |
| 2003 | Buffy the Vampire Slayer: "Conversations with Dead People"*        | Nick Marck (regizor), Jane Espenson (scenariu), Drew Goddard (scenariu) | 20th Century Fox Television/Mutant Enemy Productions                              | [ 47 ] |
| 2003 | Angel: "Waiting in the Wings"                                      | Joss Whedon (regizor, scenariu) | 20th Century Fox Television/Mutant Enemy Productions                              | [ 47 ] |
| 2003 | Firefly: "Serenity"                                                | Joss Whedon (regizor, scenariu) | 20th Century Fox Television/Mutant Enemy Productions                              | [ 47 ] |
| 2003 | Star Trek: Enterprise: "Carbon Creek"                              | James A. Contner (regizor), Chris Black (scenariu), Rick Berman (poveste), Brannon Braga (poveste), Dan O'Shannon (poveste)                                                                                | Paramount Pictures                                                                | [ 47 ] |
| 2003 | Star Trek: Enterprise: "A Night in Sickbay"                        | David Straiton (regizor), Rick Berman (scenariu), Brannon Braga (scenariu) | Paramount Pictures                                                                | [ 47 ] |
| 2004 | Gollum's Acceptance Speech at the 2003 MTV Movie Awards*           | Fran Walsh (regizor, scenariu), Philippa Boyens (regizor, scenariu), Peter Jackson (regizor, scenariu) | Wingnut Films/New Line Cinema                                                     | [ 48 ] |
| 2004 | Buffy the Vampire Slayer: "Chosen"                                 | Joss Whedon (regizor, scenariu) | 20th Century Fox Television/Mutant Enemy Productions                              | [ 48 ] |
| 2004 | Firefly: "Heart of Gold"                                           | Thomas J. Wright (regizor), Brett Matthews (scenariu) | 20th Century Fox Television/Mutant Enemy Productions                              | [ 48 ] |
| 2004 | Firefly: "The Message"                                             | Tim Minear (regizor, scenariu), Joss Whedon (scenariu) | 20th Century Fox Television/Mutant Enemy Productions                              | [ 48 ] |
| 2004 | Smallville: "Rosetta"                                              | James Marshall (regizor), Alfred Gough (scenariu), Miles Millar (scenariu) | Tollin/Robbins Productions/Warner Bros.                                           | [ 48 ] |
| 2005 | Battlestar Galactica: "33"*                                        | Michael Rymer (regizor), Ronald D. Moore (scenariu) | NBC Universal/Sci Fi Channel                                                      | [ 49 ] |
| 2005 | Angel: "Not Fade Away"                                             | Jeffrey Jackson Bell (regizor, scenariu), Joss Whedon (scenariu) | 20th Century Fox Television/Mutant Enemy Productions                              | [ 49 ] |
| 2005 | Angel: "Smile Time"                                                | Ben Edlund (regizor, scenariu, poveste), Joss Whedon (poveste) | 20th Century Fox Television/Mutant Enemy Productions                              | [ 49 ] |
| 2005 | Lost: "Pilot"                                                      | J. J. Abrams (regizor, scenariu, poveste), Damon Lindelof (scenariu, poveste), Jeffrey Lieber (poveste) | Touchstone Pictures/Bad Robot Productions                                         | [ 49 ] |
| 2005 | Stargate SG-1: "Heroes"                                            | Andy Mikita (regizor), Robert C. Cooper (scenariu) | Metro-Goldwyn-Mayer/Sci Fi Channel                                                | [ 49 ] |
| 2006 | Doctor Who: "The Empty Child"/"The Doctor Dances"*                 | James Hawes (regizor), Steven Moffat (scenariu) | BBC Cymru Wales/BBC One                                                           | [ 50 ] |
| 2006 | Battlestar Galactica: "Pegasus"                                    | Michael Rymer (regizor), Anne Cofell Saunders (scenariu) | NBC Universal/British Sky Broadcasting                                            | [ 50 ] |
| 2006 | Doctor Who: "Dalek"                                                | Joe Ahearne (regizor), Robert Shearman (scenariu) | BBC Cymru Wales/BBC One                                                           | [ 50 ] |
| 2006 | Doctor Who: "Father's Day"                                         | Joe Ahearne (regizor), Paul Cornell (scenariu) | BBC Cymru Wales/BBC One                                                           | [ 50 ] |
| 2006 | Jack-Jack Attack                                                   | Brad Bird (regizor, scenariu) | The Walt Disney Company/Pixar                                                     | [ 50 ] |
| 2006 | Lucas Back in Anger                                                | Phil Raines (regizor, script), Ian Sorensen (script) | Reductio Ad Absurdum Productions                                                  | [ 50 ] |
| 2006 | Prix Victor Hugo Awards Ceremony                                   | Paul J. McAuley (performer, script), Kim Newman (performer, script), Mike Moir (regizor), Debby Moir (regizor)                                                                                             | Interaction Events                                                                | [ 50 ] |
| 2007 | Doctor Who: "The Girl in the Fireplace"*                           | Euros Lyn (regizor), Steven Moffat (scenariu) | BBC Cymru Wales/BBC One                                                           | [ 51 ] |
| 2007 | Battlestar Galactica: "Downloaded"                                 | Jeff Woolnough (regizor), Bradley Thompson (scenariu), David Weddle (scenariu) | NBC Universal/British Sky Broadcasting                                            | [ 51 ] |
| 2007 | Doctor Who: "Army of Ghosts"/"Doomsday"                            | Graeme Harper (regizor), Russell T Davies (scenariu) | BBC Cymru Wales/BBC One                                                           | [ 51 ] |
| 2007 | Doctor Who: "School Reunion"                                       | James Hawes (regizor), Toby Whithouse (scenariu) | BBC Cymru Wales/BBC One                                                           | [ 51 ] |
| 2007 | Stargate SG-1: "200"                                               | Martin Wood (regizor), Brad Wright (scenariu), Robert C. Cooper (scenariu), Joseph Mallozzi (scenariu), Paul Mullie (scenariu), Carl Binder (scenariu), Martin Gero (scenariu), Alan McCullough (scenariu) | Double Secret Productions/NBC Universal                                           | [ 51 ] |
| 2008 | Doctor Who: "Blink"*                                               | Hettie MacDonald (regizor), Steven Moffat (scenariu) | BBC                                                                               | [ 52 ] |
| 2008 | Battlestar Galactica: "Razor"                                      | Félix Enríquez Alcalá (regizor), Wayne Rose (regizor), Michael Taylor (scenariu) | Sci Fi Channel                                                                    | [ 52 ] |
| 2008 | Doctor Who: "Human Nature"/"The Family of Blood"                   | Charles Palmer (regizor), Paul Cornell (scenariu) | BBC                                                                               | [ 52 ] |
| 2008 | Star Trek New Voyages: "World Enough and Time"                     | Marc Scott Zicree (regizor, scenariu), Michael Reaves (scenariu) | Cawley Entertainment Company/The Magic Time Company                               | [ 52 ] |
| 2008 | Torchwood: "Captain Jack Harkness"                                 | Ashley Way (regizor), Catherine Tregenna (scenariu) | BBC Cymru Wales                                                                   | [ 52 ] |
| 2009 | Dr. Horrible's Sing-Along Blog*                                    | Joss Whedon (regizor, scenariu), Zack Whedon (scenariu), Jed Whedon (scenariu), Maurissa Tancharoen (scenariu)                                                                                             | Mutant Enemy Productions                                                          | [ 53 ] |
| 2009 | Battlestar Galactica: "Revelations"                                | Michael Rymer (regizor), Bradley Thompson (scenariu), David Weddle (scenariu) | NBC Universal                                                                     | [ 52 ] |
| 2009 | Doctor Who: "Silence in the Library"/"Forest of the Dead"          | Euros Lyn (regizor), Steven Moffat (scenariu) | BBC Cymru Wales                                                                   | [ 53 ] |
| 2009 | Doctor Who: "Turn Left"                                            | Graeme Harper (regizor), Russell T Davies (scenariu) | BBC Cymru Wales                                                                   | [ 53 ] |
| 2009 | Lost: "The Constant"                                               | Jack Bender (regizor), Carlton Cuse (scenariu), Damon Lindelof (scenariu) | Bad Robot Productions/ABC Studios                                                 | [ 53 ] |
| 2010 | Doctor Who: "The Waters of Mars"*                                  | Graeme Harper (regizor), Russell T Davies (scenariu), Phil Ford (scenariu) | BBC Cymru Wales                                                                   | [ 54 ] |
| 2010 | Doctor Who: "The Next Doctor"                                      | Andy Goddard (regizor), Russell T Davies (scenariu) | BBC Cymru Wales                                                                   | [ 54 ] |
| 2010 | Doctor Who: "Planet of the Dead"                                   | James Strong (regizor), Russell T Davies (scenariu), Gareth Roberts (scenariu) | BBC Cymru Wales                                                                   | [ 54 ] |
| 2010 | Dollhouse: "Epitaph One"                                           | David Solomon (regizor), Maurissa Tancharoen (scenariu), Jed Whedon (scenariu), Joss Whedon (poveste) | Mutant Enemy Productions                                                          | [ 54 ] |
| 2010 | FlashForward: "No More Good Days"                                  | David S. Goyer (regizor, scenariu), Brannon Braga (scenariu), Robert J. Sawyer (roman original) | American Broadcasting Company                                                     | [ 54 ] |
| 2011 | Doctor Who: "The Pandorica Opens"/"The Big Bang"*                  | Toby Haynes (regizor), Steven Moffat (scenariu) | BBC Cymru Wales                                                                   | [ 55 ] |
| 2011 | Doctor Who: "A Christmas Carol"                                    | Toby Haynes (regizor), Steven Moffat (scenariu) | BBC Cymru Wales                                                                   | [ 55 ] |
| 2011 | Doctor Who: "Vincent and the Doctor"                               | Jonny Campbell (regizor), Richard Curtis (scenariu) | BBC Cymru Wales                                                                   | [ 55 ] |
| 2011 | Fuck Me, Ray Bradbury                                              | Paul Briganti (regizor), Rachel Bloom (scenariu) |                                                                                   | [ 55 ] |
| 2011 | The Lost Thing                                                     | Shaun Tan (regizor, poveste originală), Andrew Ruhemann (regizor) | Passion Pictures                                                                  | [ 55 ] |
| 2012 | Doctor Who: "The Doctor's Wife"*                                   | Richard Clark (regizor), Neil Gaiman (scenariu) | BBC Cymru Wales                                                                   | [ 56 ] |
| 2012 | Community: "Remedial Chaos Theory"                                 | Jeff Melman (regizor), Dan Harmon (scenariu), Chris McKenna (scenariu) | NBC                                                                               | [ 56 ] |
| 2012 | Doctor Who: "The Girl Who Waited"                                  | Nick Hurran (regizor), Tom MacRae (scenariu) | BBC Cymru Wales                                                                   | [ 56 ] |
| 2012 | Doctor Who: "A Good Man Goes to War"                               | Peter Hoar (regizor), Steven Moffat (scenariu) | BBC Cymru Wales                                                                   | [ 56 ] |
| 2012 | The Drink Tank's Hugo Acceptance Speech                            | Christopher J Garcia, James Bacon | Renovation                                                                        | [ 56 ] |
| 2013 | Game of Thrones: "Blackwater"*                                     | Neil Marshall (regizor), George R. R. Martin (roman original, scenariu) | HBO                                                                               | [ 57 ] |
| 2013 | Doctor Who: "Asylum of the Daleks"                                 | Nick Hurran (regizor), Steven Moffat (scenariu) | BBC Cymru Wales                                                                   | [ 57 ] |
| 2013 | Doctor Who: "The Angels Take Manhattan"                            | Nick Hurran (regizor), Steven Moffat (scenariu) | BBC Cymru Wales                                                                   | [ 57 ] |
| 2013 | Doctor Who: "The Snowmen"                                          | Saul Metzstein (regizor), Steven Moffat (scenariu) | BBC Cymru Wales                                                                   | [ 57 ] |
| 2013 | Fringe: "Letters of Transit"                                       | Joe Chappelle (regizor), J. J. Abrams, Alex Kurtzman, Roberto Orci, Akiva Goldsman, J. H. Wyman, Jeff Pinkner (scenariu)                                                                                   | Fox Broadcasting Company                                                          | [ 57 ] |
| 2014 | Game of Thrones: "The Rains of Castamere"*                         | David Nutter (regizor), David Benioff (scenariu), D. B. Weiss (scenariu), George R. R. Martin (roman original)                                                                                             | HBO                                                                               | [ 58 ] |
| 2014 | An Adventure in Space and Time                                     | Terry McDonough (regizor), Mark Gatiss (scenariu) | BBC Television                                                                    | [ 58 ] |
| 2014 | Doctor Who: "The Day of the Doctor"                                | Nick Hurran (regizor), Steven Moffat (scenariu) | BBC Television                                                                    | [ 58 ] |
| 2014 | Doctor Who: "The Name of the Doctor"                               | Saul Metzstein (regizor), Steven Moffat (scenariu) | BBC Television                                                                    | [ 58 ] |
| 2014 | Doctor Who: "The Five(ish) Doctors Reboot"                         | Peter Davison (regizor, scenariu) | BBC Television                                                                    | [ 58 ] |
| 2014 | Orphan Black: "Variations under Domestication"                     | John Fawcett (regizor), Will Pascoe (scenariu) | Temple Street Productions/Space/BBC America                                       | [ 58 ] |
| 2015 | Orphan Black: "By Means Which Have Never Yet Been Tried"*          | John Fawcett (regizor), Graham Manson (scenariu) | Temple Street Productions, Space/BBC America                                      | [ 59 ] |
| 2015 | Doctor Who: "Listen"                                               | Douglas Mackinnon (regizor), Steven Moffat (scenariu) | BBC Television                                                                    | [ 59 ] |
| 2015 | The Flash: "Pilot"                                                 | David Nutter (regizor), Andrew Kreisberg (scenariu, poveste), Geoff Johns (scenariu, poveste), Greg Berlanti (scenariu, poveste)                                                                           | Berlanti Productions/DC Entertainment/Warner Bros. Television                     | [ 59 ] |
| 2015 | Game of Thrones: "The Mountain and the Viper"                      | Alex Graves (regizor), David Benioff (scenariu), D. B. Weiss (scenariu), George R. R. Martin (roman original)                                                                                              | HBO/Bighead, Littlehead/Television 360/Startling Television/Generator Productions | [ 59 ] |
| 2015 | Grimm: "Once We Were Gods"                                         | Steven DePaul (regizor), Alan Di Fiore (scenariu) | GK Productions/Hazy Mills Productions/Universal Television)                       | [ 59 ] |
| 2016 | Jessica Jones: "AKA Smile"*                                        | Michael Rymer (regizor), Scott Reynolds (scenariu), Melissa Rosenberg (scenariu), Jamie King (scenariu) | Marvel Television/ABC Studios/Tall Girls Productions/Netflix                      | [ 60 ] |
| 2016 | Doctor Who: "Heaven Sent"                                          | Rachel Talalay (regizor), Steven Moffat (scenariu) | BBC Television                                                                    | [ 60 ] |
| 2016 | Grimm: "Headache"                                                  | Jim Kouf (regizor), Jim Kouf (scenariu), David Greenwalt (scenariu) | GK Productions/Hazy Mills Productions/Universal Television                        | [ 60 ] |
| 2016 | My Little Pony: Friendship Is Magic: "The Cutie Map" Parts 1 and 2 | Jayson Thiessen (regizor), Jim Miller (regizor), Scott Sonneborn (scenariu), M.A. Larson (scenariu), Meghan McCarthy (scenariu)                                                                            | DHX Media/Vancouver/Hasbro Studios                                                | [ 60 ] |
| 2016 | Supernatural: "Just My Imagination"                                | Richard Speight, Jr. (regizor), Jenny Klein (scenariu) | Kripke Enterprises/Wonderland Sound and Vision/Warner Bros. Television            | [ 60 ] |
| 2017 | The Expanse: "Leviathan Wakes"*                                    | Terry McDonough (regizor), Mark Fergus and Hawk Ostby (scenariu), James S. A. Corey (roman original) | SyFy                                                                              | [ 61 ] |
| 2017 | Black Mirror: "San Junipero"                                       | Owen Harris (regizor), Charlie Brooker (scenariu) | House of Tomorrow                                                                 | [ 61 ] |
| 2017 | Doctor Who: "The Return of Doctor Mysterio"                        | Edward Bazalgette (regizor), Steven Moffat (scenariu) | BBC Television                                                                    | [ 61 ] |
| 2017 | Game of Thrones: "Battle of the Bastards"                          | Miguel Sapochnik (regizor), David Benioff (scenariu), D. B. Weiss (scenariu), George R. R. Martin (roman original)                                                                                         | HBO                                                                               | [ 61 ] |
| 2017 | Game of Thrones: "The Door"                                        | Jack Bender (regizor), David Benioff (scenariu), D. B. Weiss (scenariu), George R. R. Martin (roman original)                                                                                              | HBO                                                                               | [ 61 ] |
| 2017 | Splendor & Misery                                                  | Clipping (Daveed Diggs, William Hutson, Jonathan Snipes) | Sub Pop, Deathbomb Arc                                                            | [ 61 ] |
| 2018 | The Good Place: "The Trolley Problem"*                             | Dean Holland (regizor), Josh Siegal (scenarist), Dylan Morgan (scenarist) | Fremulon/3 Arts Entertainment/Universal Television                                | [ 62 ] |
| 2018 | Black Mirror: "USS Callister"                                      | Toby Haynes (regizor), William Bridges (scenariu), Charlie Brooker (scenariu) | House of Tomorrow                                                                 | [ 62 ] |
| 2018 | "The Deep"                                                         | Clipping (Daveed Diggs, William Hutson, Jonathan Snipes) | This American Life                                                                | [ 62 ] |
| 2018 | Doctor Who: "Twice Upon a Time"                                    | Rachel Talalay (regizor), Steven Moffat (scenariu) | BBC Television                                                                    | [ 62 ] |
| 2018 | The Good Place: "Michael's Gambit"                                 | Michael Schur (regizor, scenariu) | Fremulon/3 Arts Entertainment/Universal Television                                | [ 62 ] |
| 2018 | Star Trek: Discovery: "Magic to Make the Sanest Man Go Mad"        | David M. Barrett (regizor), Aron Eli Coleite (scenarist), Jesse Alexander (scenarist) | CBS Television Studios                                                            | [ 62 ] |

### Retro Hugo
Începând cu Worldcon din 1996, World Science Fiction Society a creat premiile "Retrospective Hugo (Retro Hugo)",  în care premiul Hugo poate fi acordat retroactiv pentru 50, 75 sau 100 de ani în urmă. Retro Hugo poate fi acordat doar pentru anii când a avut loc un Worldcon, dar nu au fost acordate premii. Premiile Retro Hugo au fost acordate de șase ori, 50 de ani mai târziu, pentru anii 1946, 1951 și 1954, și apoi 75 de ani mai târziu pentru anii 1939, 1941 și 1943. În 1946 și 1951, a fost acordat premiul pentru cea mai bună prezentare dramatică, deoarece categoria nu era încă împărțită în două, în timp ce în 1939, 1943 și 1954 a fost acordat un premiu pentru cea mai bună prezentare dramatică, „forma scurtă”. Categoria „formă lungă” nu a primit suficiente nominalizări pentru ca un premiu să fie acordat în acei ani. Premiul Retrospectiv Hugo din 1941 a acordat ambelor categorii (forma lungă și scurtă). În 2018, Retro Hugo pentru cea mai bună prezentare dramatică (formă scurtă) a fost acordat pentru anul 1943.
| An                  | Acordat în | Lucrare                                             | Creator(i) | Distribuitor(i)                             | Ref.   |
| ------------------- | ---------- | --------------------------------------------------- | --- | ------------------------------------------- | ------ |
| 1939                | 2014       | The War of the Worlds*                              | Orson Welles (regizor, scenariu), H.G. Wells (roman original) | The Mercury Theatre on the Air/CBS          | [ 66 ] |
| 1939                | 2014       | Around the World in Eighty Days                     | Orson Welles (regizor, scenariu), Jules Verne (roman original) | The Mercury Theatre on the Air/CBS          | [ 66 ] |
| 1939                | 2014       | A Christmas Carol                                   | Orson Welles (regizor, scenariu), Charles Dickens (roman originalla) | The Campbell Playhouse/CBS                  | [ 66 ] |
| 1939                | 2014       | Dracula                                             | Orson Welles (regizor, scenariu), John Houseman (scenariu), Bram Stoker (roman original) | The Mercury Theatre on the Air/CBS          | [ 66 ] |
| 1939                | 2014       | R.U.R.                                              | Jan Bussell (producător), Karel Čapek (piesă de teatru originală) | BBC                                         | [ 66 ] |
| 1941 (Forma lungă)  | 2016       | Fantasia*                                           | Samuel Armstrong et al. (regizor), Joe Grant (scenariu), Dick Huemer(scenariu) | Walt Disney Productions, RKO Radio Pictures | [ 67 ] |
| 1941 (Forma lungă)  | 2016       | Dr. Cyclops                                         | Ernest B. Schoedsack (regizor), Tom Kilpatrick (scenariu) | Paramount Pictures                          | [ 67 ] |
| 1941 (Forma lungă)  | 2016       | Flash Gordon Conquers the Universe                  | Ford Beebe (regizor), Ray Taylor (regizor), George H. Plympton (scenariu), Basil Dickey (scenariu), Barry Shipman (scenariu) | Universal Pictures                          | [ 67 ] |
| 1941 (Forma lungă)  | 2016       | One Million B.C.                                    | Hal Roach (regizor), Hal Roach, Jr. (regizor), Mickell Novack (scenariu), George Baker (scenariu), Joseph Frickert (scenariu) | United Artists                              | [ 67 ] |
| 1941 (Forma lungă)  | 2016       | The Thief of Bagdad                                 | Michael Powell (regizor), Ludwig Berger (regizor), Tim Whelan (regizor), Lajos Bíró (scenariu), Miles Malleson (scenariu) | London Films, United Artists                | [ 67 ] |
| 1941 (Forma scurtă) | 2016       | Pinocchio*                                          | Ben Sharpsteen (regizor), Hamilton Luske (regizor), Ted Sears et al. (scenariu) | Walt Disney Productions, RKO Radio Pictures |        |
| 1941 (Forma scurtă) | 2016       | The Adventures of Superman: "The Baby from Krypton" | Frank Chase (producător), George Ludlam (scenariu) | WOR                                         | [ 67 ] |
| 1941 (Forma scurtă) | 2016       | The Invisible Man Returns                           | Joe May (regizor, scenariu), Kurt Siodmak (scenariu), Lester Cole (scenariu) | Universal Pictures                          | [ 67 ] |
| 1941 (Forma scurtă) | 2016       | Looney Tunes: "You Ought to Be in Pictures"         | Friz Freleng (regizor), Jack Miller (scenariu) | Warner Bros.                                | [ 67 ] |
| 1941 (Forma scurtă) | 2016       | Merrie Melodies: "A Wild Hare"                      | Tex Avery (regizor), Rich Hogan (scenariu) | Warner Bros.                                | [ 67 ] |
| 1943                | 2018       | Bambi*                                              | David Hand et al. (regizor), Perce Pearce (scenariu), Larry Morey et al. (scenariu), Felix Salten (roman original) | The Walt Disney Company                     | [ 68 ] |
| 1943                | 2018       | Cat People                                          | Jacques Tourneur (regizor), DeWitt Bodeen (scenariu), Val Lewton (roman original) | RKO Pictures                                | [ 68 ] |
| 1943                | 2018       | The Ghost of Frankenstein                           | Erle C. Kenton (regizor), W. Scott Darling (scenariu) | Universal Pictures                          | [ 68 ] |
| 1943                | 2018       | I Married a Witch                                   | René Clair (regizor), Robert Pirosh (scenariu), Marc Connelly (scenariu), Thorne Smith (roman original) | Cinema Guild Productions/Paramount Pictures | [ 68 ] |
| 1943                | 2018       | Invisible Agent                                     | Edwin L. Marin (regizor), Curtis Siodmak (scenariu) | Frank Lloyd Productions/Universal Pictures  | [ 68 ] |
| 1943                | 2018       | Rudyard Kipling's Jungle Book                       | Zoltan Korda (regizor), Laurence Stallings (scenariu), Rudyard Kipling (roman original) | Alexander Korda Films/United Artists        | [ 68 ] |
| 1946                | 1996       | The Picture of Dorian Gray*                         | Albert Lewin (regizor, scenariu), Oscar Wilde (roman original) | Metro-Goldwyn-Mayer                         | [ 69 ] |
| 1946                | 1996       | Blithe Spirit                                       | David Lean (regizor, scenariu), Anthony Havelock-Allan (scenariu), Ronald Neame (scenariu), Noël Coward (original play) | United Artists                              | [ 69 ] |
| 1946                | 1996       | The Body Snatcher                                   | Robert Wise (regizor), Philip MacDonald (scenariu), Val Lewton (scenariu), Robert Louis Stevenson (poveste originală) | RKO Pictures                                | [ 69 ] |
| 1946                | 1996       | The Horn Blows at Midnight                          | Raoul Walsh (regizor), Sam Hellman (scenariu), James V. Kern (scenariu) | Warner Bros.                                | [ 69 ] |
| 1946                | 1996       | House of Dracula                                    | Erle C. Kenton (regizor), Edward T. Lowe, Jr. (scenariu) | Universal Studios                           | [ 69 ] |
| 1951                | 2001       | Destination Moon*                                   | Irving Pichel (regizor), Alford Van Ronkel (scenariu), James O'Hanlon (scenariu), Robert A. Heinlein (scenariu, roman original) | George Pal Productions                      | [ 70 ] |
| 1951                | 2001       | Cinderella                                          | Clyde Geronimi (regizor) Wilfred Jackson (regizor) Hamilton Luske (regizor) Ken Anderson (scenariu), Homer Brightman (scenariu), Winston Hibler (scenariu), Bill Peet (scenariu), Erdman Penner (scenariu), Harry Reeves (scenariu), Joe Rinaldi (scenariu), Ted Sears (scenariu), Charles Perrault (poveste originală) | The Walt Disney Company                     | [ 70 ] |
| 1951                | 2001       | Harvey                                              | Henry Koster (regizor), Oscar Brodney (scenariu), Myles Connolly (scenariu), Mary Chase (scenariu, original play) | Universal Studios                           | [ 70 ] |
| 1951                | 2001       | Rabbit of Seville                                   | Chuck Jones (regizor), Michael Maltese (poveste) | Warner Bros.                                | [ 70 ] |
| 1951                | 2001       | Rocketship X-M                                      | Kurt Neumann (regizor, scenariu), Dalton Trumbo (scenariu), Orville H. Hampton (scenariu) | Lippert Pictures                            | [ 70 ] |
| 1954                | 2004       | The War of the Worlds*                              | Byron Haskin (regizor), Barré Lyndon (scenariu), H. G. Wells (roman original) | Paramount Pictures                          | [ 71 ] |
| 1954                | 2004       | The Beast from 20,000 Fathoms                       | Eugène Lourié (regizor), Louis Morheim (scenariu), Fred Freiberger (scenariu), Ray Bradbury (poveste originală) | Mutual Pictures/Warner Bros.                | [ 71 ] |
| 1954                | 2004       | Duck Dodgers in the 24½th Century                   | Chuck Jones (regizor), Michael Maltese (scenariu) | Warner Bros.                                | [ 71 ] |
| 1954                | 2004       | Invaders from Mars                                  | William Cameron Menzies (regizor), Richard Blake (scenariu), John Tucker Battle (poveste) | National Pictures/20th Century Fox          | [ 71 ] |
| 1954                | 2004       | It Came from Outer Space                            | Jack Arnold (regizor), Harry Essex (scenariu), Ray Bradbury (poveste originală) | Universal Studios                           | [ 71 ] |